# Grand-duc d'Oman
Bubo milesi
Espèce
Statut de conservation UICN

 LC  : Préoccupation mineure
Statut CITES
Le Grand-duc d'Oman (Bubo milesi) est une espèce de rapaces nocturnes de la sous-famille des Striginae (famille des Strigidae).

## Répartition
Le Grand-duc d'Oman se rencontre dans le sud-ouest de l'Arabie saoudite et du Yémen, le nord-est du Yémen et le sud-ouest d'Oman ainsi qu'au nord d'Oman.

## Systématique
Le nom valide complet (avec auteur) de ce taxon est Bubo milesi Sharpe, 1886.
Cette espèce est parfois considérée par certaines auteurs comme une sous-espèce du Grand-duc africain, sous le taxon Bubo africanus milesi.

### Publication originale
- (en) R. Bowdler Sharpe, « On a Collection of Birds from the vicinity of Muscat », Ibis, Wiley-Blackwell, vol. 28, no 2,‎ 1886, p. 162-168 (ISSN 1474-919X et 0019-1019, DOI 10.1111/J.1474-919X.1886.TB06281.X, lire en ligne). [2]